# Nový Klíčov
Nový Klíčov je malá vesnice, část obce Mrákov v okrese Domažlice v Plzeňském kraji. Nachází se asi 2,5 kilometru jihovýchodně od Mrákova. Je zde evidováno 46 adres. V roce 2011 zde trvale žilo 101 obyvatel.
Nový Klíčov leží v katastrálním území Klíčov u Mrákova o výměře 15,83 km².

## Historie
První písemná zmínka o vesnici pochází z roku 1325.

## Obyvatelstvo
| Rok            | 1869 | 1880 | 1890 | 1900 | 1910 | 1921 | 1930 | 1950 | 1961 | 1970 | 1980 | 1991 | 2001 | 2011 | 2021 |
| -------------- | ---- | ---- | ---- | ---- | ---- | ---- | ---- | ---- | ---- | ---- | ---- | ---- | ---- | ---- | ---- |
| Počet obyvatel | 248  | 265  | 230  | 247  | 237  | 214  | 181  | 131  | 138  | 134  | 125  | 110  | 108  | 101  | 100  |
| Počet domů     | 33   | 36   | 48   | 36   | 38   | 35   | 38   | 36   | 36   | 30   | 31   | 31   | 38   | 41   | 39   |

## Obecní správa
Při sčítání lidu v letech 1850–1990 Nový Klíčov byl osadou obce Klíčov v okrese Domažlice. Od 24. listopadu 1990 je částí obce Mrákov v okrese Domažlice.

## Další fotografie

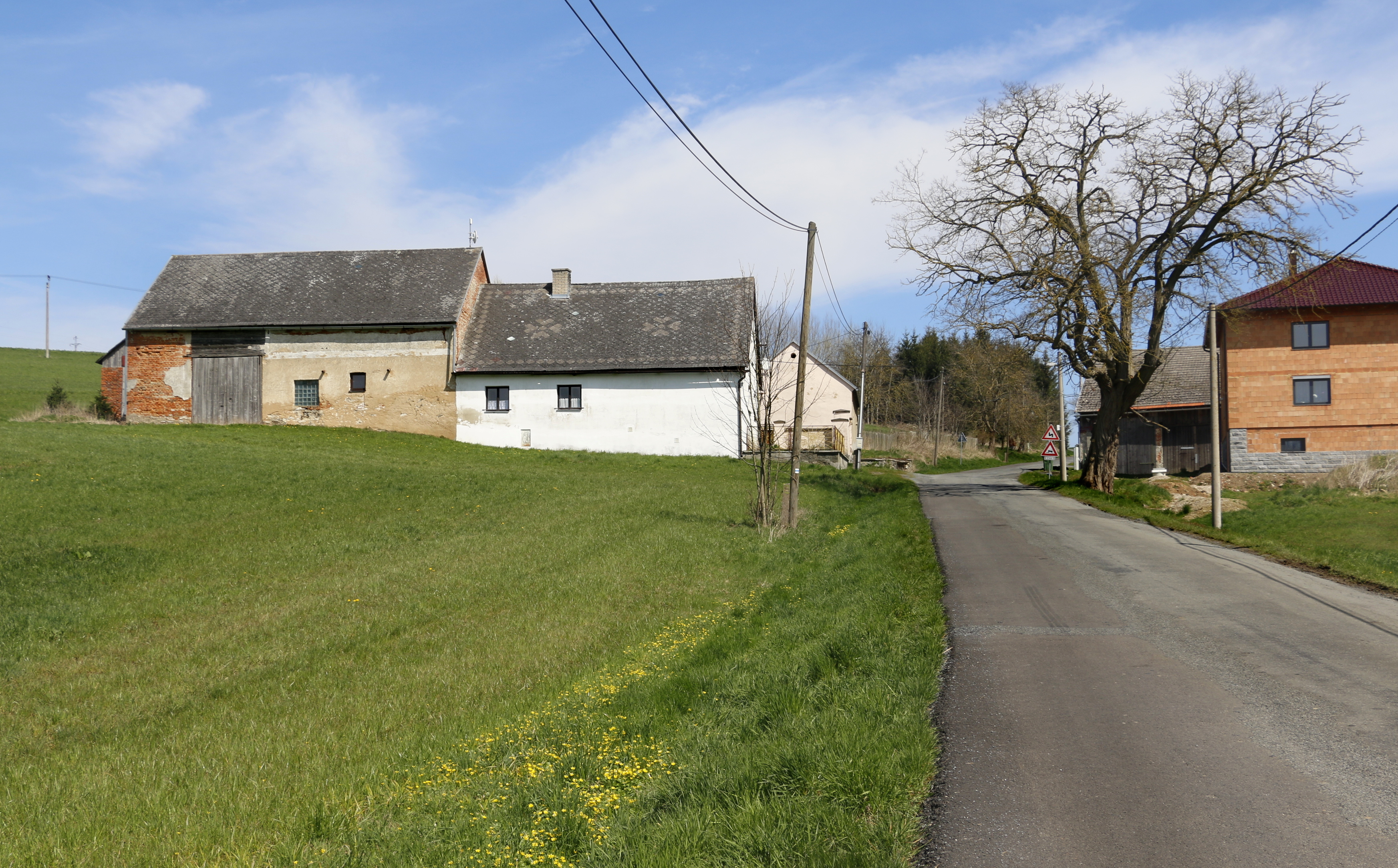
Severní část vsi
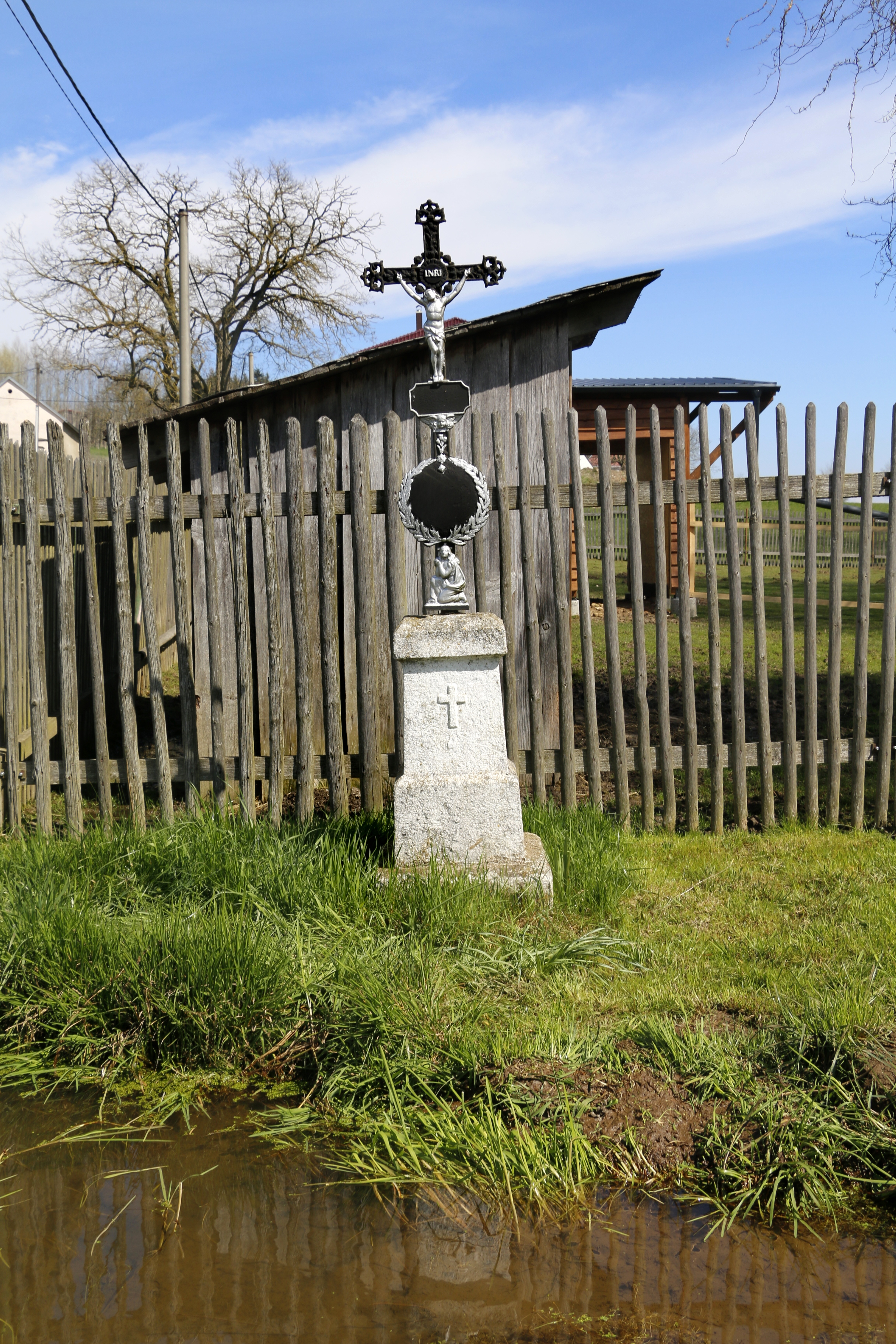
Křížek za vodou
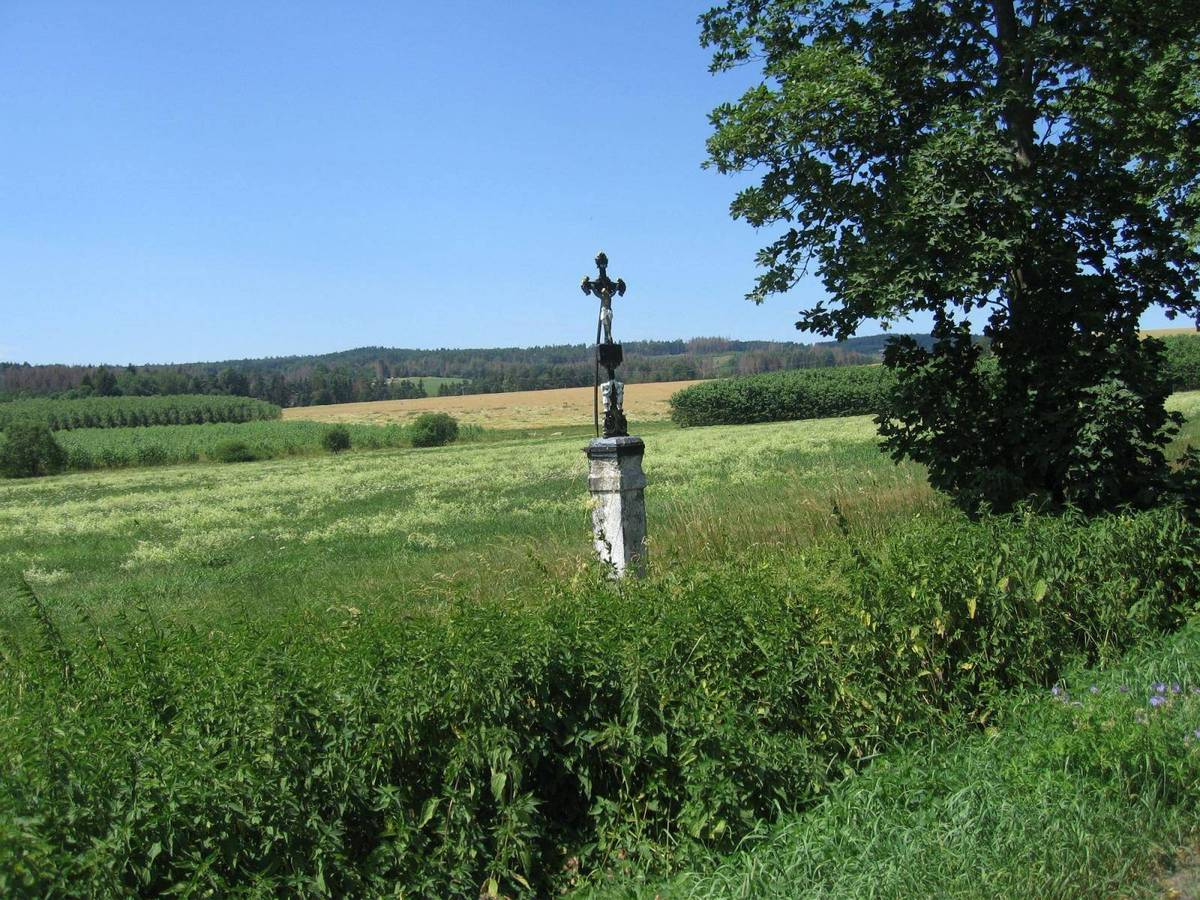
Křížek u křižovatky